# Amtsausstattung
Die Amtsausstattung setzt sich aus Geld- und Sachleistungen zusammen, die Abgeordnete zur Abgeltung ihrer Mandatsaufwendungen als Aufwandsentschädigung erhalten. Die Amtsausstattung ist wie auch die Abgeordnetenentschädigung ein Teil der Diäten (lateinisch „dies“, „Tag“; mittellateinisch „dieta“, „Tagelohn“; französisch „diète“, „die tagende Versammlung“; in der Schweiz wird von Taggeld gesprochen), die den Mitgliedern eines Parlaments gewährt werden. Mit der Amtsausstattung sind all jene Ausgaben zu bestreiten, die zur Ausübung eines öffentlichen Mandats anfallen. Dazu zählen etwa das Büro, diverse Büromaterialien oder auch ein notwendiger Zweitwohnsitz am Arbeitsplatz.